# BMW 3 Серії (G20)
BMW G20 — сьоме покоління BMW 3-серії, представлене компанією BMW в 2018 році. Окрім седана стандартної довжини (G20), ексклюзивно для китайського ринку випускається версія (G28) зі збільшеною колісною базою, також в Європі та деяких інших країнах він продається в кузові універсал (G21) ліфтбека (Gran Turismo) в цьому поколінні не буде.

## Опис

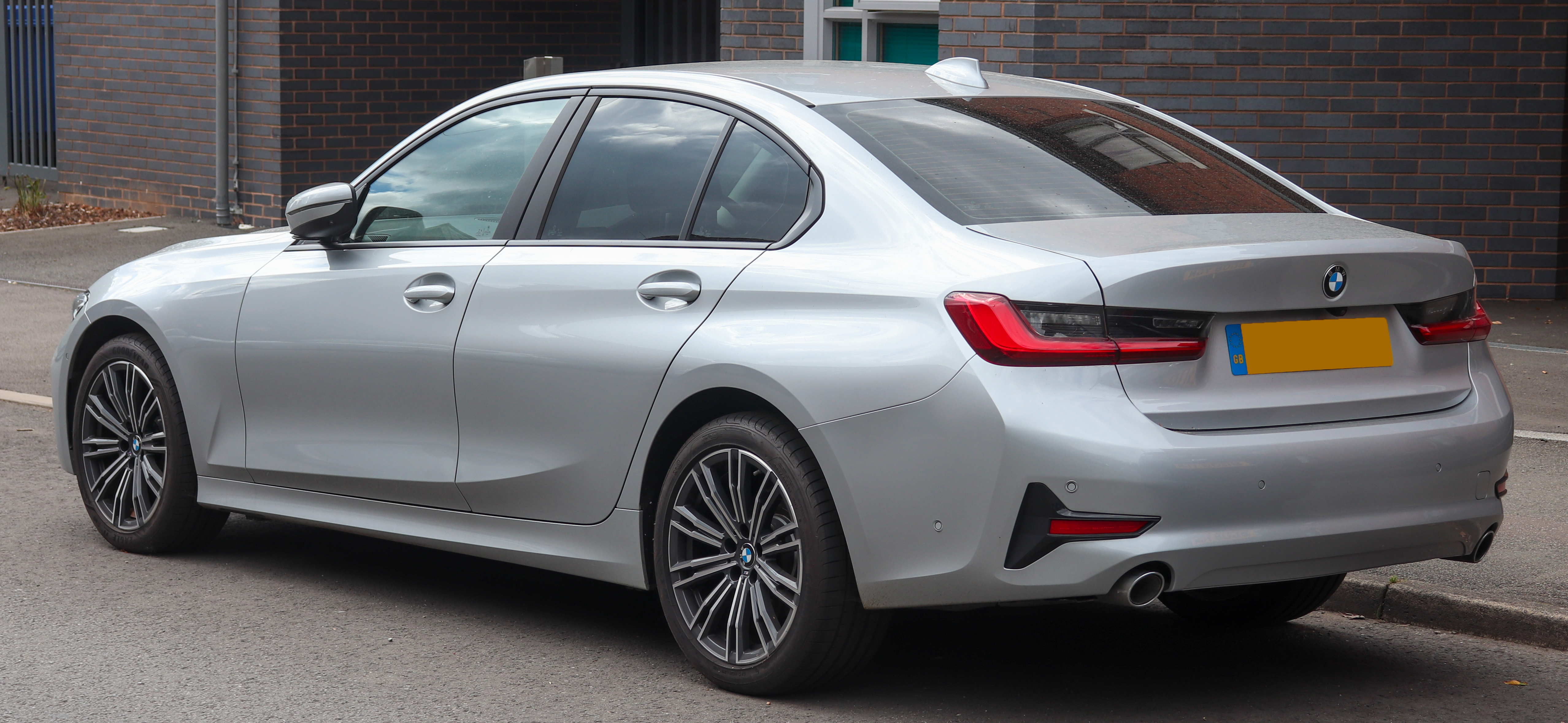
BMW 318d SE (G20)

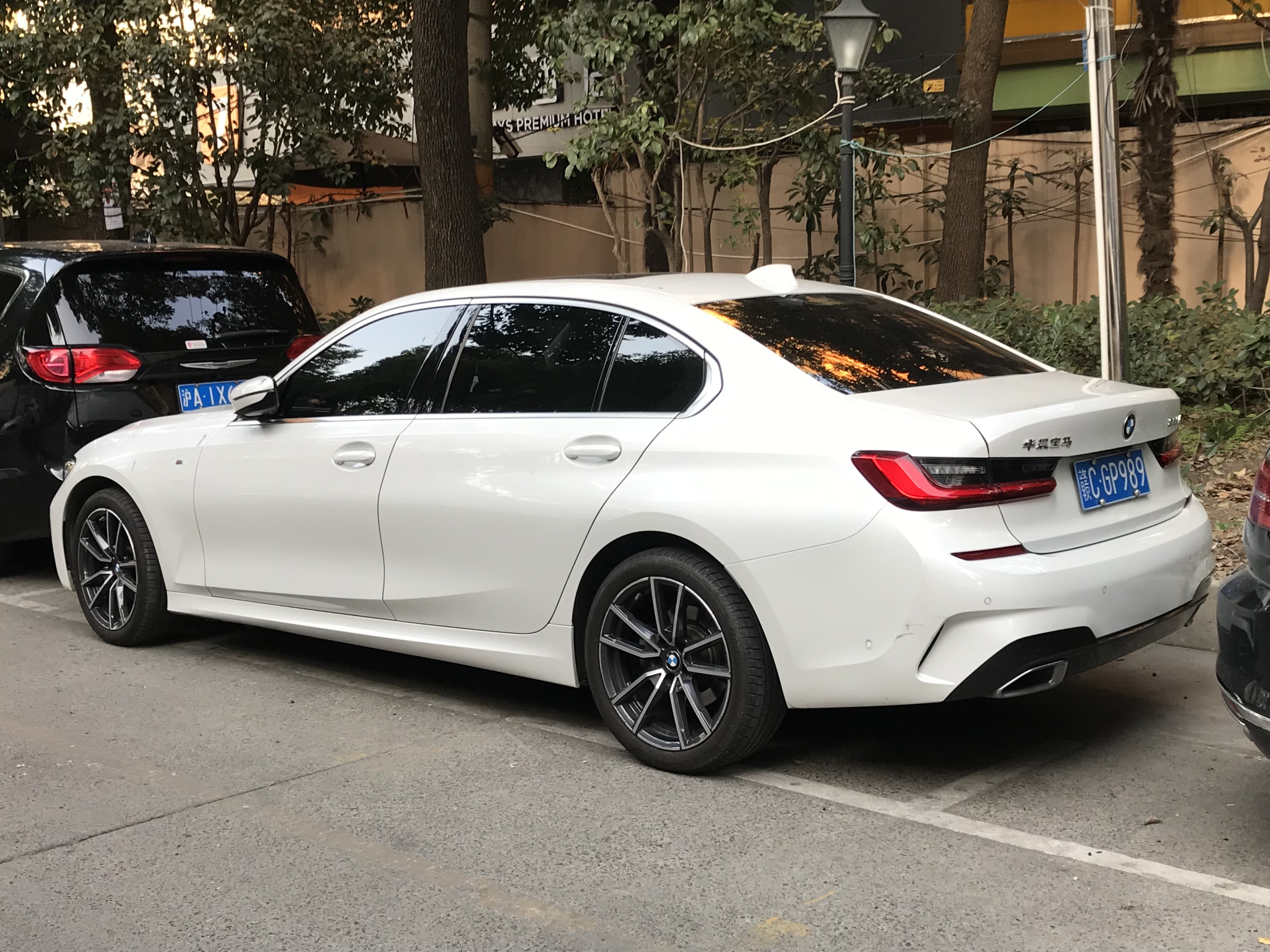
BMW 325Li (G28)

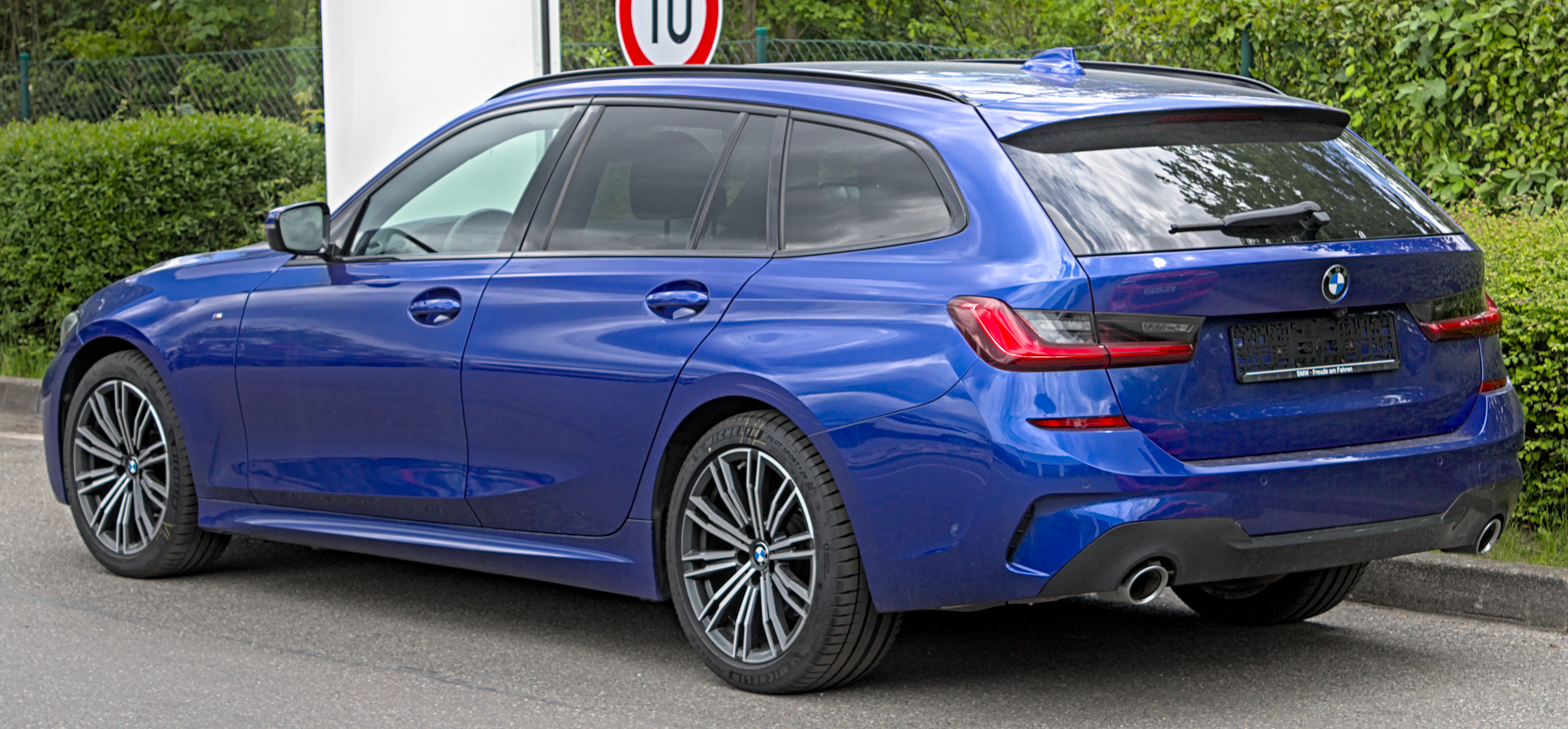
BMW 330d xDrive Touring (G21)

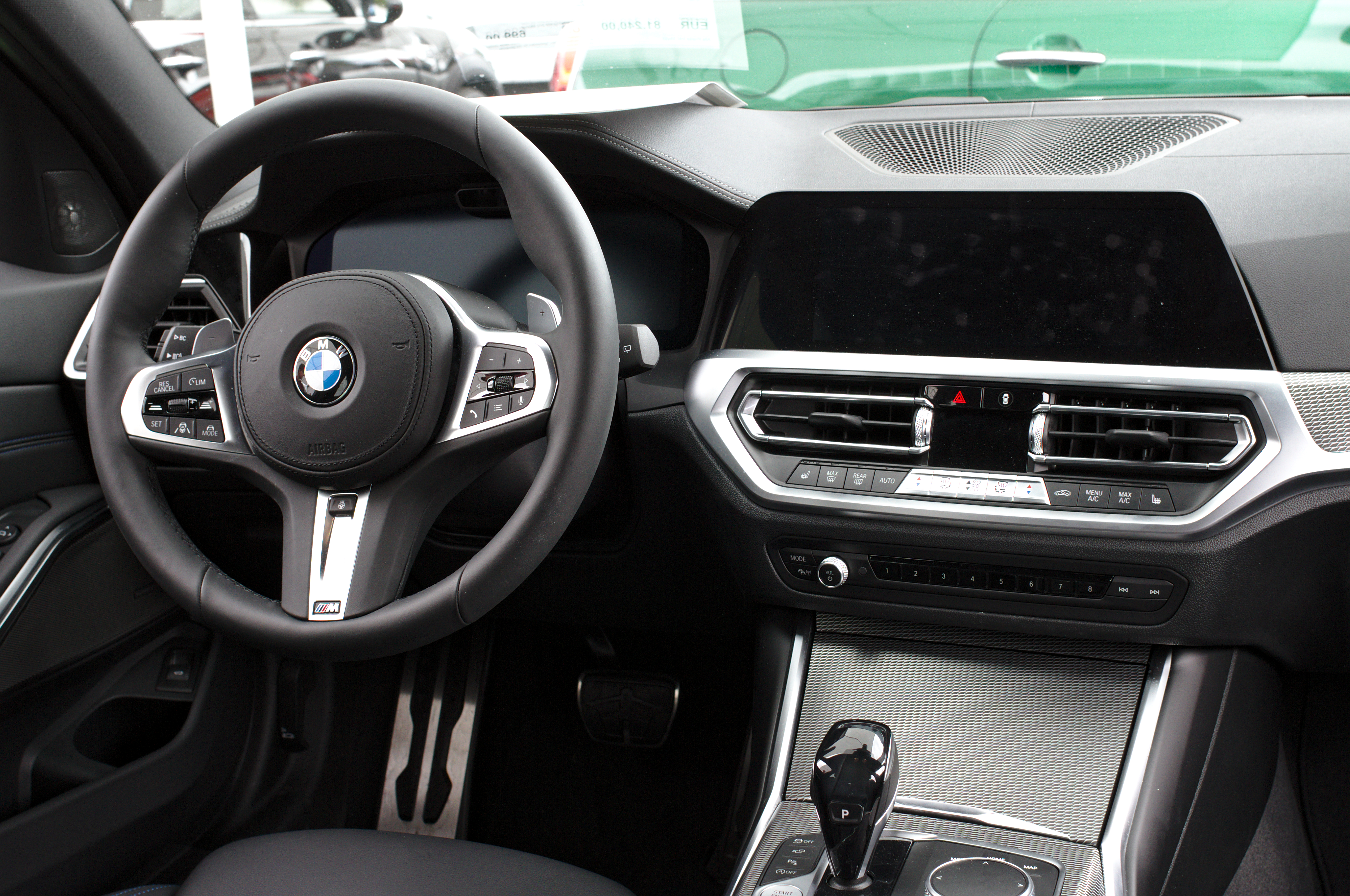
Салон (G20; 2019—2022)

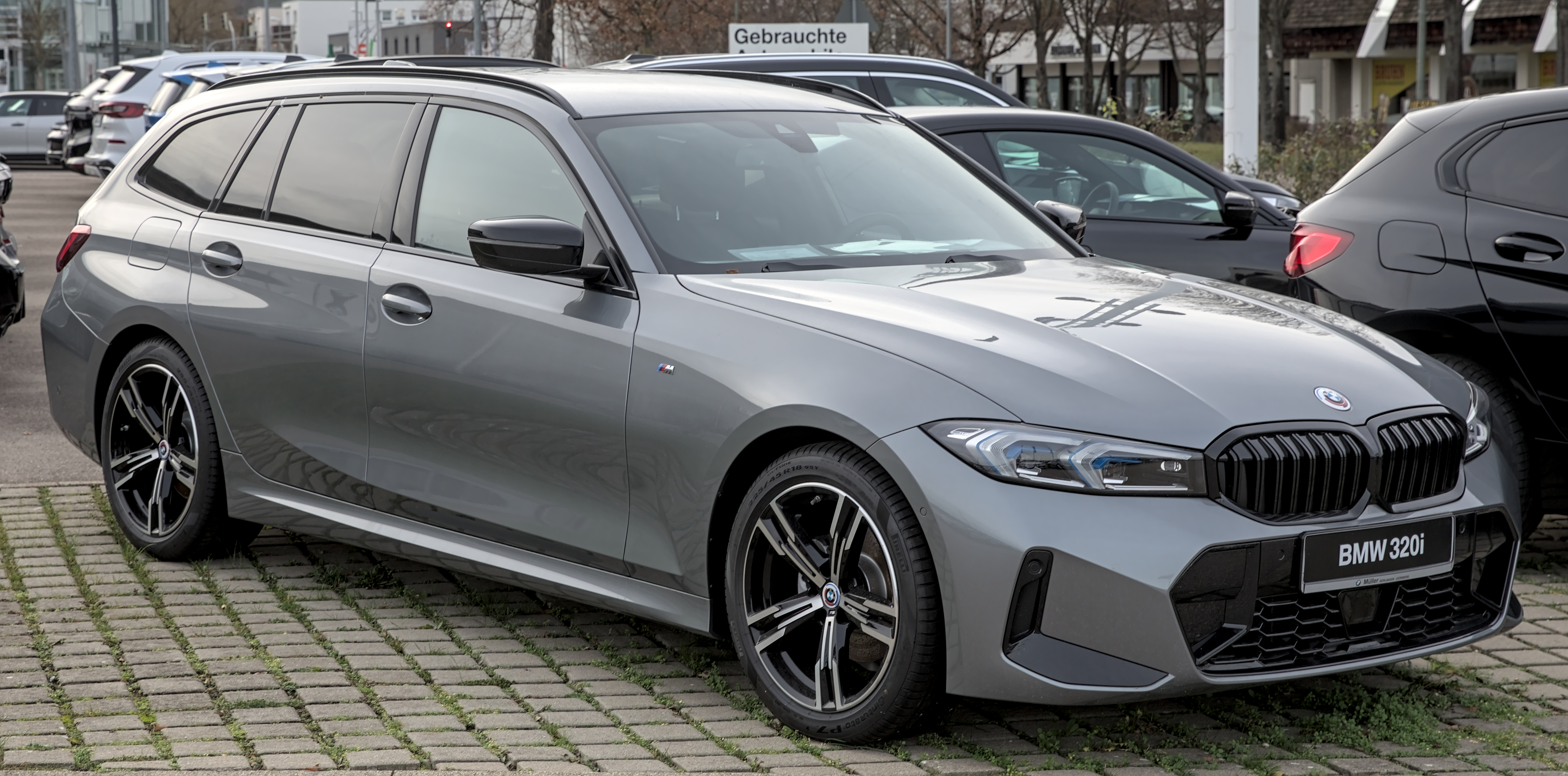
BMW 320i Touring (G21; з 2022)

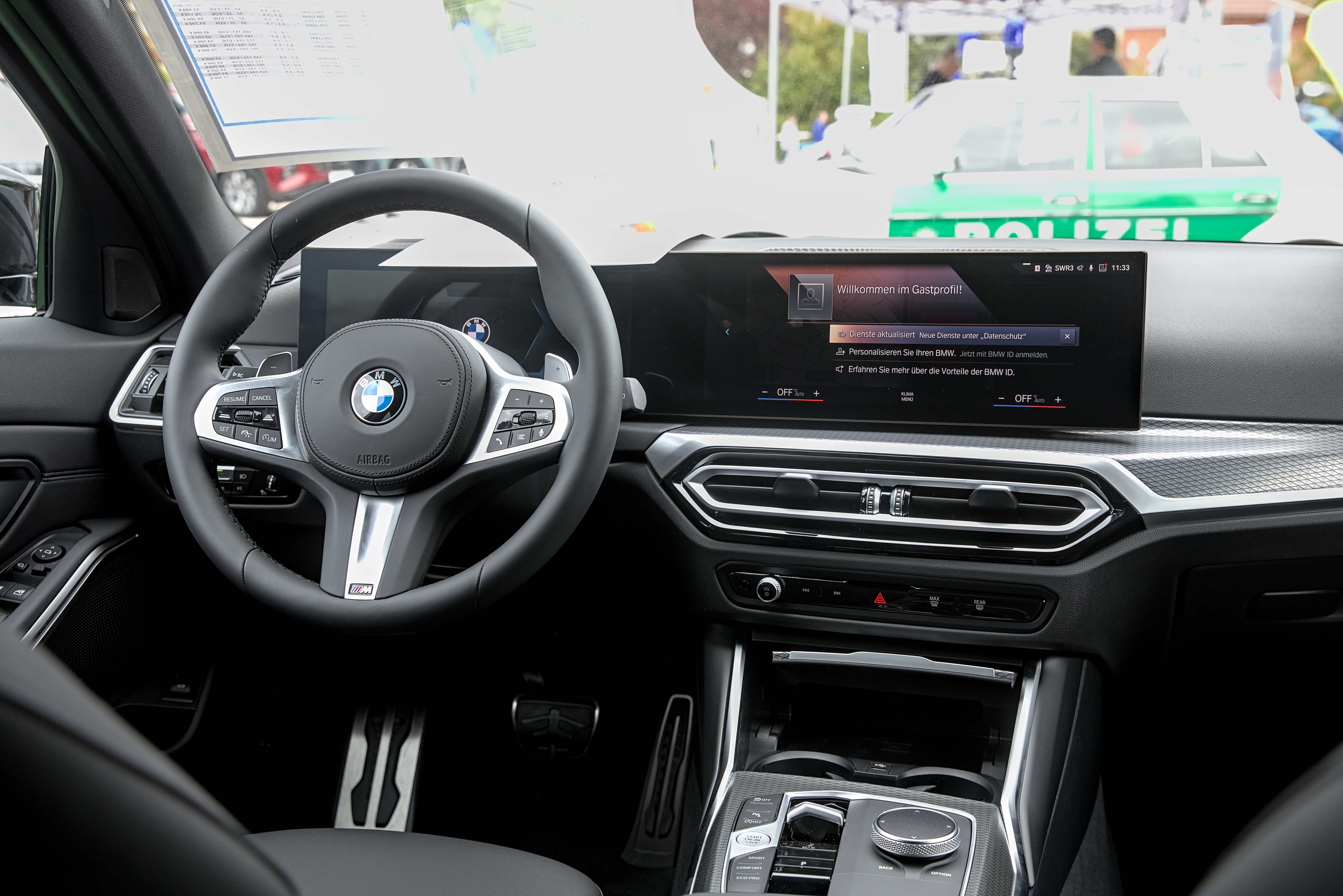
Салон (G21; з 2022)

BMW G20 — найбільша «трійка» в історії: її довжина, ширина, висота складають 4709, 1827 і 1442 мм відповідно. Колісна база досягла 2851 мм. В порівнянні з минулою моделлю генерації F30 новинка на 85 мм довша, на 16 мм ширше, на 1 мм вище, а її колісна база більше на 41 мм. Крім того, на 43 мм збільшилася передня колія, на 21 мм — задня. По довжині нова 3 series порівнянна з 5 series E34 зразка 1987 року, а по ширині і колісній базі значно перевершує її. Незважаючи на збільшення габаритів, «трійка» G20 легше своєї попередниці — оптимізація конструкції і застосування полегшених матеріалів дозволили знизити споряджену масу по всій комплектації в середньому на 55 кг.
У новому поколінні BMW 3 series збережені характерні для моделі пропорції, відмітними рисами яких є короткий передній звис і зміщена назад кабіна. Але по формоутворення кузов став зовсім іншим — пластика поверхонь більш вигадлива і складна. Цікава деталь — на G20 дизайнери BMW по-новому обіграли фірмову конфігурацію вікон, відому як «вигин Хофмайстера». У кінцівки задніх вікон тепер з'явився невеликий кут, а закруглятися кант відтепер кріпиться до задньої стійки, а не до дверей. Кузов ретельно опрацьований з точки зору обтічності — коефіцієнт аеродинамічного опору становить лише 0,23 (це дуже мало).
Салон виконаний в новій ітерації фірмового стилю BMW: оформлення всім знайомої архітектури з трохи повернутою до водія центральною консоллю тепер тяжіє до стилю «техно». У базовій комплектації BMW 3 series G20 оснащується 5,7-дюймовим дисплеєм цифровий комбінації приладів і 8,8-дюймовим сенсорним екраном мультимедійної системи. Дорожчі версії будуть комплектуватися 12,3-дюймової комбінацією і 10,25-дюймовим екраном мультимедіа. Інформація про те, що версії з «автоматом» не матимуть традиційного селектора, не підтвердилася: на центральній консолі 3 series з АКПП видно звичний перемикач режимів трансмісії.
На старті продажів для нової машини заявлені п'ять двигунів. 320i і 330i оснащуються чотирициліндровими бензиновими двигунами і розвивають 184 к.с. і 258 к.с. відповідно. Дизельні чотирициліндрові силові агрегати видають 150 л.с. в 318d і 190 к.с. в 320d. 330d оснащується шестициліндровим рядним дизельним двигуном потужністю 265 к.с. Крім задньоприводної версії вже на початковому етапі буде запропонована і версія з повним приводом — 320d xDrive. На Росії перший час будуть доступні три варіанти новинки — 330i, 320d і 320d xDrive. Для нас всі версії будуть за замовчуванням комплектуватися пакетом M Sport, який для інших ринків запропонують як опцію. M Sport включає бампери в агресивному стилі, спортивні підвіску і гальма, кермове колесо трьохспицеве з шкіряним оздобленням і світлодіодні «протитуманки». Для 330i у вигляді опції запропонують просунутий диференціал M Sport. Всі BMW 3 series нового покоління оснащуються амортизаторами прогресивного типу. Їх жорсткість постійно підлаштовується під хід пружин, що знижує розгойдування кузова при проїзді нерівностей або крутих поворотів.
Ще з важливого: стверджується, що салон автомобіля став просторіше в порівнянні з моделлю-попередницею. Стало більше місця в районі ніг і плечей передніх пасажирів. Обсяг багажника виріс на 20 літрів і тепер досягає 480 літрів. Спинка заднього сидіння «розрізана» на три частини в пропорції 40:20:40. Опційно доступна багажні двері з електроприводом і зчіпний пристрій для причепу, яке висувається і складається автоматично.
У комплектації автомобіля заявлені активний круїз-контроль, моніторинг «сліпих зон» з боків і ззаду, система допомоги при виїзді з паркування заднім ходом. Проєкційний дисплей відрізняється збільшеною діагоналлю і поліпшеною графікою і може відображати «більш різноманітний контент». В якості опції доступний асистент паркування, здатний автоматично рухатися по раніше пройденої траєкторії на дистанції до 50 метрів.
Новинка буде виготовлятися на заводі BMW в Мюнхені, а також на спільному підприємстві BMW і Brilliance Auto в Шеньяні (Китай) і новому заводі концерну в мексиканському Сан-Луїс-Потосі.

## Модельний ряд
Продажі седанів (нім. Limousine), моделі 330i з бензиновим двигуном, моделі 320d з дизельним мотором і її повнопривідної версії 320dxDrive, почалися ще в березні 2019 року. У квітні повинна з'явитися бензинова модель 320i і дизельні 318d і 330d, а в липні буде випущена найпотужніша модель серії M340i з шестициліндровим бензиновим двигуном і її повнопривідна версія M340i xDrive, а також гібрид з можливістю підзарядки — модель 330e. Проте трохи раніше, в травні, на ринок Китаю вийде подовжений седан моделі 325Li. З 2020 року є доступною модель 340d з двигуном B57D30, на який встановлено подвійний турбонаддув (потужність — 340 к.с., крутний момент — 700 Нм). Цього ж року випущена модель від компанії Alpina з індексом D3 S. Її характеристики трохи кращі, ніж в серійної моделі — 355 к.с. і 730 Нм.
У 2021 році BMW поповнила модельний ряд 3 серії високопродуктивними версіями М3 та М3 Competition. Вони видають 473 к.с та 503 к.с. відповідно.
З 2022 модельного року автомобіль оновили, змінивши зовнішній вигляд, всі комплектації 3 series оснащуються стандартною цифровою панеллю приладів. Монолітний дисплей приладової панелі та інформаційно-розважальної системи у 3 серії 2023 року працює на основі інтерфейсу BMW iDrive 8 та має стандартні опції навігації, голосового асистента та точку Wi-Fi 5G. Мультимедіа BMW 3 Series 2024 оновлюється бездротовим способом, пропонує бездротові Android Auto та Apple CarPlay.

## Двигуни
Бензинові:
- 2.0 L B48B20U1 turbo I4 156 к.с. (318i)
- 2.0 L B48B20M1/M2 turbo I4 184 к.с. (320i)
- 2.0 L B48B20T1/T2 turbo I4 258 к.с. (330i)
- 3.0 L B58B30TÜ1 turbo I6 374 к.с. (M340i)
- 3.0 L S58B30O1 twin-turbo I6 480 к.с. (M3)
- 3.0 L S58B30O1 twin-turbo I6 510 к.с. (M3 Competition)

Дизельні:
- 2.0 L B47D20TÜ1 twin-turbo I4 150 к.с. (318d)
- 2.0 L B47D20TÜ1 twin-turbo I4 190 к.с. (320d)
- 3.0 L B57D30 turbo I6 265 к.с. (330d)
- 3.0 L B57D30 twin-turbo I6 286 к.с. (330d)
- 3.0 L B57D30 twin-VTG turbo I6 340 к.с. (340d)

Plug-in hybrid:
- 2.0 L B48B20 turbo I4 + електродвигун 163 + 68 к.с. сумарно 204 к.с. (320e)
- 2.0 L B48B20 turbo I4 + електродвигун 184 + 68 к.с. сумарно 252 к.с. (330e)